# Cheiroballistra

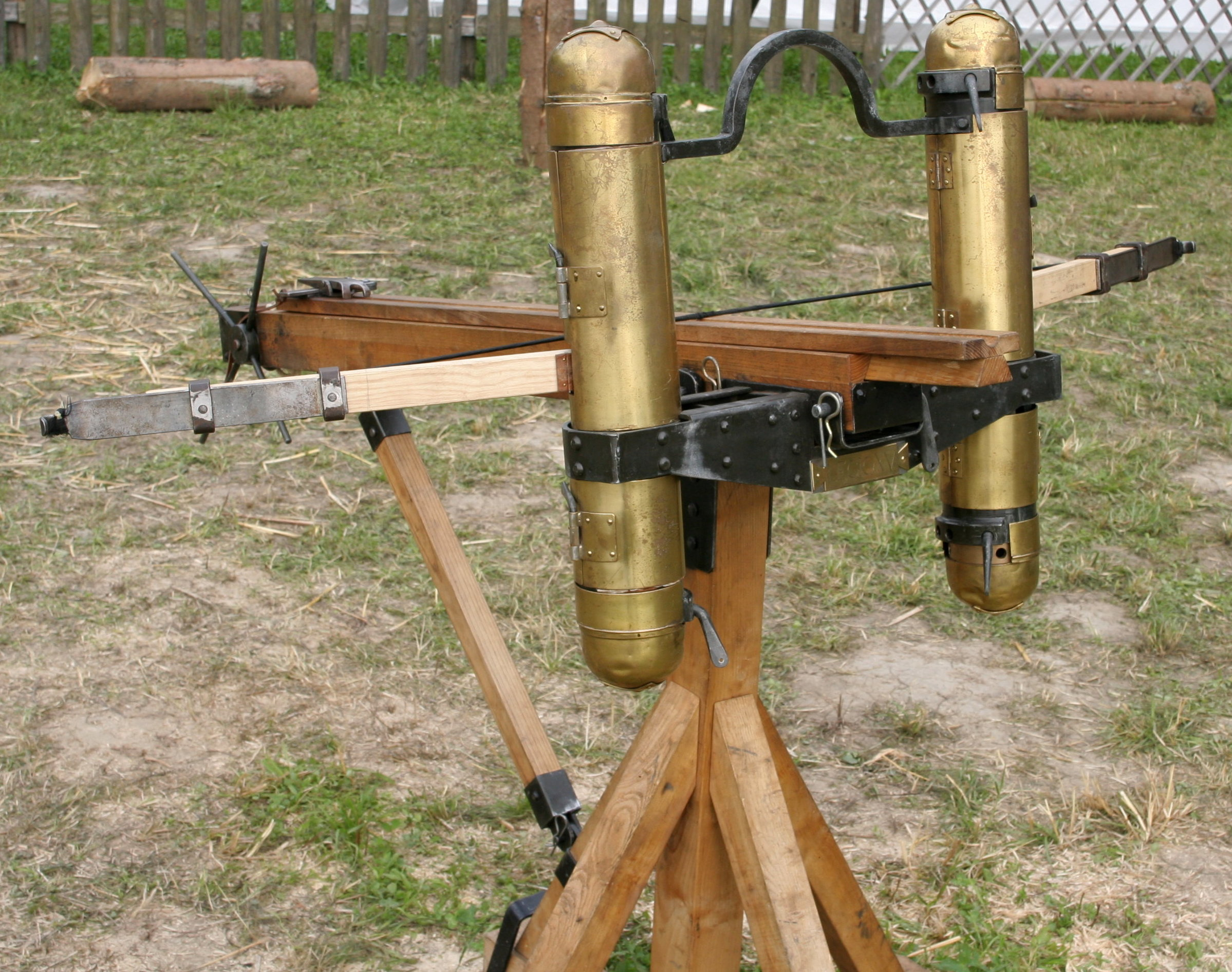
Ricostruzione di una cheiroballistra dell'epoca di Traiano.

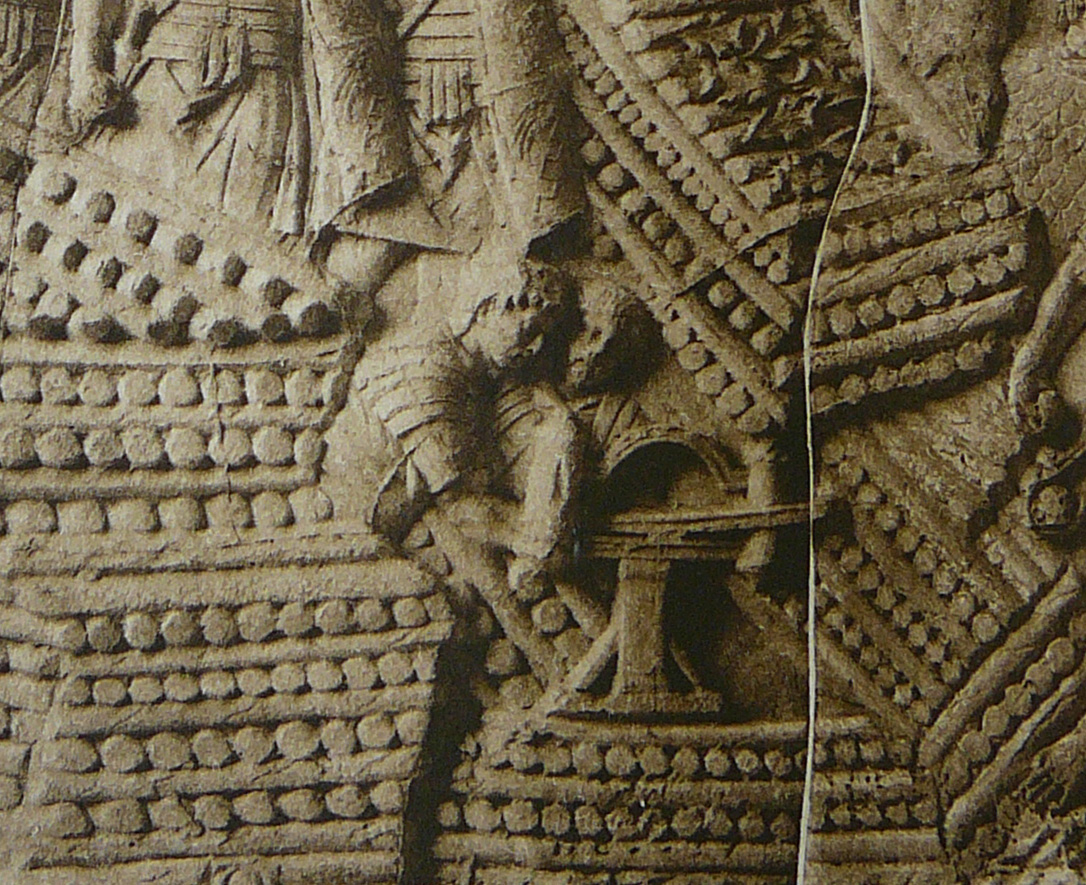
Una cheiroballistra dalla Colonna di Traiano.

La cheiroballistra fu un'arma da lancio in uso nell'esercito romano. Si racconta che attorno al 100, l'allora architetto delle campagne daciche di Traiano, Apollodoro di Damasco, progettò un nuovo tipo di scorpione, riducendo alcune parti in legno, pesanti e ingombranti, con strutture in ferro aventi potenza di lancio anche superiore. Si trattava della cheiroballistra (o arcobalista o manuballista).
Essa consisteva in uno scorpione di dimensioni poco più ridotte con l'unica differenza di essere costruito quasi completamente in metallo, matasse incluse, queste ultime "alloggiate" in due cilindri in bronzo laterali. Il tipo di materiale permetteva di ridurre le dimensioni e il peso, senza penalizzare le prestazioni dell'arma, dotata di una precisione anche migliore. Di quest'arma vennero costruite anche versioni trasportabili su due ruote (la carrobalista), delle dimensioni di una balestra (solo il meccanismo era differente).
In realtà, la cheiroballistra aveva un movimento dei bracci endorotante, ovvero, si muovevano all'interno dell'arma a differenza del tradizionale "scorpione", che era esorotante, ovvero con i bracci all'esterno. Questo permetteva di avere un angolo di rotazione dei bracci molto maggiore, e di conseguenza una corsa di accelerazione del proiettile sulla rampa molto più  lunga rispetto allo "scorpione", da cui risultava una altrettanto maggiore velocità di uscita del proiettile e devastanti effetti sul bersaglio.